# Gasponia
Gasponia is een kevergeslacht uit de familie van de boktorren (Cerambycidae). De wetenschappelijke naam van het geslacht werd voor het eerst geldig gepubliceerd in 1892 door Fairmaire.

## Soorten
Gasponia omvat de volgende soorten:
- Gasponia fascicularis (Fairmaire, 1887)
- Gasponia gaujani Fairmaire, 1892